# Enumeratio Seminum Horti Regii Botanici Taurinensis
Enumeratio Seminum Horti Regii Botanici Taurinensis, (abreviado Index Seminum (Turin).), é um livro com ilustrações e descrições botânicas que foi escrito pelo médico, botânico, briólogo, algólogo italiano Giuseppe Giacinto Moris e publicado em Turim entre os anos 1829-1873.